# 패치 오하라

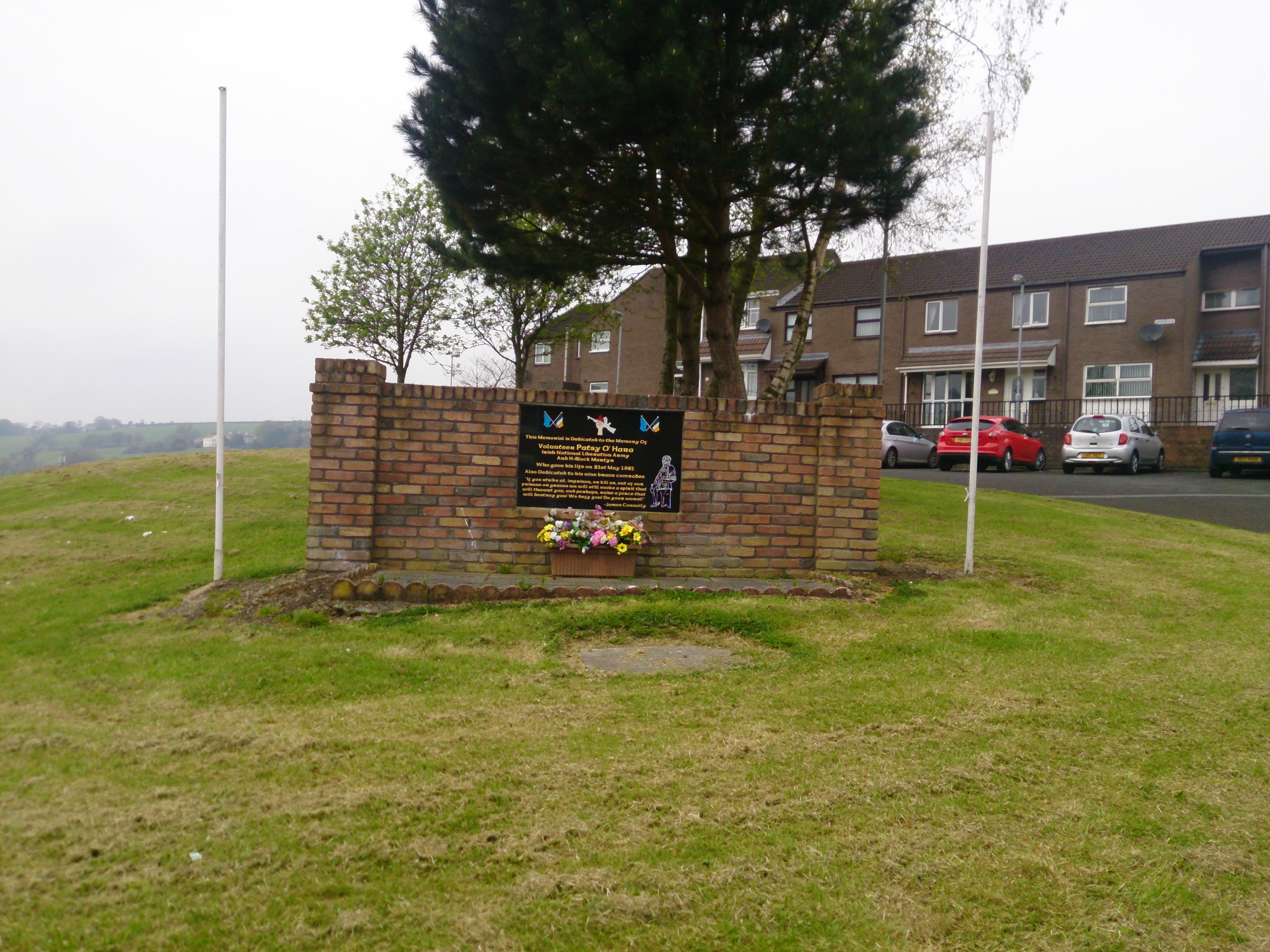

패치 오하라(Patsy O'Hara, 1957년 7월 11일 ~ 1981년 5월 21일)는 아일랜드 민족해방군(INLA) 요원이자 아일랜드 단식투쟁 참여자이다.
북아일랜드 런던데리주 데리 비숍 가에서 태어났다. 1970년 피아나 에이렌에 가입했다. 1971년 형 숀(Sean)이 드미트리우스 작전 때 체포되어 롱케시에 구금당했다. 1971년 말, 14세의 패치는 바리케이드 근처를 지나가다가 영국 군인에게 총격을 당해 부상을 입었다. 이때 부상을 입었기 때문에 피의 일요일 행진에 참여하지 못했다. 그러나 행진을 처음부터 끝까지 살펴보았으며, 유혈사태로 끝난 이날의 사건은 그에게 영구적인 영향을 끼쳤다.
1974년 10월 패치 오하라는 롱케시에 구금당했으며, 1975년 4월 석방되자마자 아일랜드 공화사회주의자당(IRSP) 당원이 되었으며 아일랜드 민족해방군(INLA)에 가입했다. 그는 1975년 6월 데리에서 체포되었고 6개월간 구금되었다. 1976년 9월 다시 체포되었고 4개월간 구금되었다.
1978년 5월 10일, 오하라는 아일랜드 공화국 더블린에서 체포되었다가 18시간 만에 석방되었다. 그는 1979년 데리로 돌아가 INLA 활동에 활발히 참여했다. 1979년 오하라는 수류탄 소지 혐의로 체포되었고, 1980년 6월 징역 8년형을 선고받았다.
그는 1980년 제1차 단식투쟁 당시 INLA 수감자들의 지도자 역할을 했으며, 1981년 3월 22일 제2차 단식투쟁에 동참했다.
5월 21일 목요일 오후 11시 29분, 오하라는 61일간의 단식 끝에 사망했다. 향년 23세.
오하라의 어머니 페기 오하라(Peggy O'Hara)는 2007년 북아일랜드 의회 선거 후보로 출마했다. 그녀는 낙선했으나, 신페인 지도부가 북아일랜드 경찰국(PSNI)과 협력하는 현재의 정책에 반대하는 반체제 공화주의 후보자들 중 성공적인 성과를 거둔 축에 속했다. 그녀는 1789표를 득표했다. 선거 전날에는 220명 이상의 공화주의자 수감자들이 《데리 저널》에 그녀의 선거운동을 지지하는 편지를 보냈다.